# Zwangsverhütung
Als Zwangsverhütung wird die Verabreichung von empfängnisverhütenden Mitteln gegen den Willen der Betroffenen mit oder ohne Information über die Wirkung verstanden.

## Deutschland
Die Enquete-Kommission des Landtags von Nordrhein-Westfalen mahnte 2004, eine Zwangsverhütung für geistig behinderte Frauen in Heimen könne auch sexuellen Übergriffen Vorschub leisten, weil die Taten weniger entdeckt würden.

## Schweiz
In der Schweiz wurde die Zwangsverhütung von Behinderten für unzulässig erklärt. Bis in die 1990er Jahre „erfolgte eine quasi systematische Zwangsverhütung, hauptsächlich durch
Hormonspritzen“, bis ein Umdenken in den Heimen stattfand.

## Israel
In Israel wurden im Dezember 2012 Vorwürfe öffentlich, dass eingewanderte äthiopische Jüdinnen sich in den Transitlagern Medroxyprogesteron unter dem Markennamen Depo-Provera im dreimonatlichen Rhythmus möglicherweise haben spritzen lassen müssen. Schon 2008 war auffällig, dass ein hoher Anteil Frauen äthiopischer Herkunft in den Kliniken mit Dreimonatsspritzen versorgt wurde und die Geburtenrate dieser Bevölkerungsgruppe stark zurückging.
Ende Januar 2013 wies der israelische Gesundheitsminister Ron Gamzu die Ärzteschaft explizit an, kein Medroxyprogesteron mehr zu verschreiben, wenn den betroffenen Patientinnen, aus welchen Gründen auch immer, die Auswirkungen dieser Behandlung nicht bekannt ist. Vorwürfe, dass Zwangsverhütungen vorgenommen worden seien, werden untersucht.

## Niederlande
In den Niederlanden wollte die Partij van de Arbeid einen Gesetzesentwurf ins Parlament einbringen, wonach Frauen, die beispielsweise rauschgiftsüchtig sind oder psychiatrische Störungen haben und denen ihr erstes Kind von den Behörden weggenommen worden war, eine Zwangsverhütung über sich ergehen lassen müssen, bis sie nach der Überwindung ihrer Probleme wieder in der Lage sind, ein Kind selbstständig zu erziehen. Auch Pieter van Vollenhoven, ehemaliger Vorsitzender des Onderzoeksraad voor Veiligheid, sprach sich 2012 dafür aus.

## Volksrepublik China
Intrauterinpessare wurden in der Volksrepublik China bis in die 1980er Jahre zur Durchsetzung der Ein-Kind-Politik zwangsweise eingesetzt.

## Dänemark
Die dänischen Gesundheitsbehörden ließen in den Jahren 1966 bis 1975 ca. 4.500 grönländischen minderjährigen Mädchen und Frauen Hormonspiralen gegen ihren Willen einsetzen, um die Geburtenzahlen niedrig zu halten.